# 島原大門
島原大門（しまばらおおもん）は、京都の花街である島原の東入口にあたる大門で、京都市の登録有形文化財。高麗門形式である。
島原は寛永17年（1640年）または寛永18年（1641年）六条三筋町から移転した日本初の幕府公認の遊女街。当初は東側の大門のみであったが、享保17年（1732年）に西門が設置された。大門は明和3年（1767年）に現在地に付け替えられ、慶応3年（1867年）に現在の門が建てられた。
周囲を塀と堀で囲み、大門を一か所に設ける当初の構成は、江戸の吉原、大阪の新町と同様、遊里を隔離し、遊女を疎外する目的で作られている。
大門外には近世、遊郭を訪れる客に顔を隠すための編み笠を貸した編み笠茶屋があった。また、大門口を入ったところには、出口の茶屋という、客を待たせて揚屋の門口まで送っていく施設もあった。
八つ時（午後二時頃）に大門を開くことを八門（やつもん）といった。